# Louis Leutheusser
Louis Leutheusser (auch Leutheußer geschrieben; * 20. Februar 1877 in Oberwohlsbach (heute Ortsteil von Rödental), Landratsamt Coburg, Herzogtum Sachsen-Coburg und Gotha; † 1964 in Minden) war ein deutscher Verwaltungsjurist und Kommunalpolitiker der Deutschnationalen Volkspartei. Er war von 1924 bis 1933 Kreisdirektor bzw. Landrat des Landkreises Gotha.
Louis Leutheusser war Sohn des Guts- und Brauereibesitzers von Oberwohlsbach. Mit 14 Jahren wurde er Vollwaise und wuchs anschließend bei seinem Patenonkel auf. Er besuchte das Gymnasium Casimirianum in Coburg, wo er 1897 das Abitur ablegte. Nach dem Jurastudium wurde er Assessor im Landratsamt. Im 1922 gebildeten thüringischen Landkreis Gotha wurde der Oberregierungsrat Leutheusser als Nachfolger von Edmund Koch zum Kreisdirektor ernannt. Das Amt des Kreisdirektors wurde 1926 wieder in Landrat umbenannt. In Leutheussers Amtszeit fiel unter anderem in den Jahren 1923–24 ein Wohnungsbauprogramm des Landkreises zur Linderung der damals herrschenden Wohnungsnot und die Beteiligung des Landkreises am Bau der Bahnlinie von Gotha nach Tabarz. Mitte 1933 schied Leutheusser aus dem Amt. 1954 siedelte er mit seiner Familie nach Minden über, wo er 1964 starb.
Leutheusser heiratete 1907 Martha Hierling (1884–1969), Tochter des Geheimen Staatsrats Theodor Hierling. Der Sohn des Paares, Horst Leutheusser, wurde CDU-Kommunalpolitiker in Minden. Die FDP-Politikerin und ehemalige Bundesjustizministerin Sabine Leutheusser-Schnarrenberger ist Louis Leutheussers Enkelin.